# 布雷塔
布雷塔，是西班牙阿拉贡自治区萨拉戈萨省的一个市镇。 总面积12平方公里，总人口313人（2001年），人口密度26人/平方公里。